# South Toms River
South Toms River est une municipalité américaine située dans le comté d'Ocean au New Jersey.
Lors du recensement de 2010, sa population est de 3 684 habitants. La municipalité s'étend sur 1,23 milles carrés (3,19 km2), dont 0,06 milles carrés (0,16 km2) d'étendues d'eau.
La ville devient un borough indépendant de Berkeley Township en mars 1927. Elle doit son nom à sa situation au sud de l'estuaire de la Toms River.